# Päiviö Tommila
Juhani Päiviö Tommila, född 4 augusti 1931 i Jyväskylä, död 18 november 2022 i Grankulla, var en finländsk historiker.
Tommila blev 1964 filosofie doktor och var 1965–1976 professor i Finlands historia vid Åbo universitet och 1976–1994 vid Helsingfors universitet, vars rektor han var 1988–1992.
Tommila har forskat bland annat i Finlands politiska historia under 1800-talet, kommun- och presshistoria samt historiografi. Han har vidare redigerat ett flertal historiska samlingsverk. Han erhöll akademikers titel 2004.
Sedan 1976 var han ledamot av Finska Vetenskaps-Societeten.